# Abbaye de Huntsville
L'abbaye de Huntsville, ou  Our Lady of the Holy Trinity, est une abbaye trappiste désaffectée, active de 1947 à 2017.

## Localisation

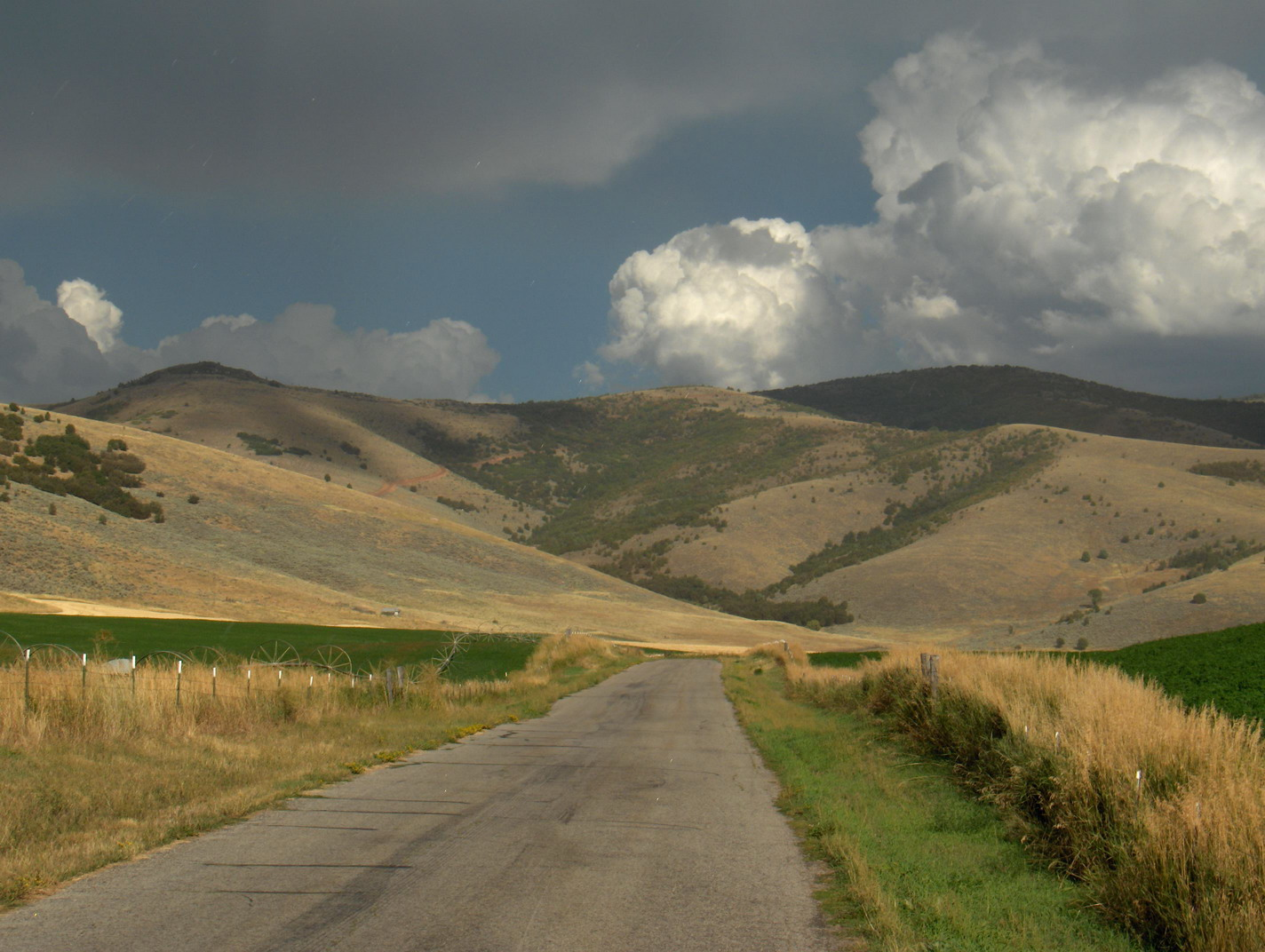
La route menant à l'abbaye au cœur des montagnes.

L'abbaye est située à 1 500 mètres d'altitude, à quelques kilomètres à l'est du lac du barrage de Pineview (en) ainsi que de Huntsville, au cœur d'un cirque montagneux culminant à 2 500 mètres environ.

## Histoire

### Fondation
L'abbaye est fondée à l'initiative de Duane Garrison Hunt (en), évêque de Salt Lake City, qui sollicite la communauté de Gethsemani. Des bâtiments existent déjà sur place, vestige d'un camp d'entraînement militaire de la seconde Guerre mondiale. À ses débuts, le monastère compte trente-deux moines.

### Développement puis crise des vocations
À son apogée, le monastère compte 84 moines.
Le 19 octobre 1972, Mère Teresa, de passage dans l'Utah, s'arrête à l'abbaye de Huntsville, prie avec les moines ainsi que les personnes venues la rencontrer, puis donne une conférence expliquant le travail et la vocation des Missionnaires de la Charité à Calcutta.
En 2007, l'abbaye ne compte plus que dix-neuf moines. 

### Fermeture
En 2014, ce nombre tombe à six moines, et le chapitre général choisit de fermer l'abbaye. La fermeture a lieu le 27 août 2017 et les moines, tous âgés de 80 à 90 ans, déménagent dans une maison de retraite.

## Architecture
Les moines s'établissent provisoirement dans les bâtiments militaires originels, mais tous les projets visant à remplacer ces bâtiments sont finalement ajournés et les bâtiments originels sont finalement conservés : ils sont de forme semi-cylindrique, ressemblant à de gros bidons semi-enterrés, et forment un cloître traditionnel.